# Abrahamia
Abrahamia és un gènere de plantes dins la família de les nacardiàcies. És originari de Madagascar.

## Espècies acceptades
- Abrahamia buxifolia (H.Perrier) Randrianasolo i Lowry
- Abrahamia deflexa (H. Perrier) Randrianasolo & Lowry
- Abrahamia ditimena (H. Perrier) Randrianasolo & Lowry
- Abrahamia grandidieri (Engl.) Randrianasolo & Lowry
- Abrahamia humbertii (H. Perrier) Randrianasolo & Lowry
- Abrahamia ibityensis (H. Perrier) Randrianasolo & Lowry
- Abrahamia latifolia (Engl.) Randrianasolo & Lowry
- Abrahamia lecomtei (H. Perrier) Randrianasolo & Lowry
- Abrahamia louvelii (H. Perrier) Randrianasolo & Lowry
- Abrahamia nitida (Engl.) Randrianasolo & Lowry
- Abrahamia oblongifolia (Engl.) Randrianasolo & Lowry
- Abrahamia pauciflora (Engl.) Randrianasolo & Lowry
- Abrahamia sericea (Engl.) Randrianasolo & Lowry
- Abrahamia thouvenotii (Lecomte) Randrianasolo & Lowry
- Abrahamia viguieri (H. Perrier) Randrianasolo & Lowry